# Сухая Гнилуша

Сухая Гнилуша — река в Воронежской области России. Устье реки находится в 4 км по левому берегу реки Гнилуша. 
Длина реки составляет 14 км, площадь водосборного бассейна 93,7 км².
Берёт начало в селе Нижняя Ведуга и протекает полностью по её территории.

## Данные водного реестра
По данным государственного водного реестра России относится к Донскому бассейновому округу, водохозяйственный участок реки — Дон от города Задонск до города Лиски, без рек Воронеж (от истока до Воронежского гидроузла) и Тихая Сосна, речной подбассейн реки — бассейны притоков Дона до впадения Хопра. Речной бассейн реки — Дон (российская часть бассейна).
По данным геоинформационной системы водохозяйственного районирования территории РФ, подготовленной Федеральным агентством водных ресурсов:
- Код водного объекта в государственном водном реестре — 05010100812107000002259
- Код по гидрологической изученности (ГИ) — 107000225
- Код бассейна — 05.01.01.008
- Номер тома по ГИ — 07
- Выпуск по ГИ — 0